# Yūshūkan
Le Yūshūkan (遊就館) est un musée militaire situé sur le site du Yasukuni-jinja dans l'arrondissement de Chiyoda à Tokyo au Japon. Entretenu par le sanctuaire, le musée est dédié à l'âme des soldats morts au combat pour l'empereur du Japon. Il expose diverses pièces et documents sur les blessures de la guerre et l'activité militaire japonaise de la restauration de Meiji de 1868 à la fin de la guerre du Pacifique en 1945. Fondé en 1882, le musée se décrit lui-même comme le premier et le plus vieux musée militaire du Japon.
Souvent considéré au Japon et ailleurs comme révisionniste,  le Yūshūkan expose des objets militaires mais ne comprend aucune section sur les exactions et les crimes de guerre du Japon durant la Seconde Guerre mondiale, ne semblant glorifier que le passé militariste agressif japonais. Voir Controverses sur le sanctuaire Yasukuni pour plus de détails.

## Histoire

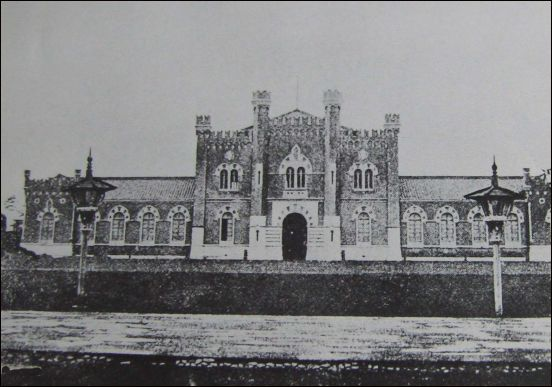
Premier siège du musée dessiné par le conseiller étranger italien Giovanni Vincenzo Cappelletti.

Le musée est fondé en 1882 pour préserver et exposer des pièces de l'Armée impériale japonaise datant de la restauration de Meiji. Après la guerre sino-japonaise (1894-1895) et la guerre russo-japonaise, l'empereur Meiji proclame sa 192e ordonnance en 1910, qui ordonne la préservation des biens militaires. Le bâtiment est agrandi après la Première Guerre mondiale lorsque le nombre de pièces et de documents augmentent, mais il est détruit durant le grand séisme de 1923 de Kantō. La structure est reconstruite par l'architecte Itō Chūta et rouvre en 1932.
Durant la Seconde Guerre mondiale, des lots d'armes à exposer sont prêtés par le ministère de la Guerre, mais le musée ferme ses portes durant la période d'après-guerre. Le Yasukuni-jinja perd ses fonds du gouvernement après la promulgation de la directive shinto voulue par les forces d'occupation, et le sanctuaire loue le bâtiment du musée afin d'obtenir des fonds. En novembre 1947, la compagnie d'assurance Fukoku signe un accord de location avec le sanctuaire et y offre une filiale. La compagnie quitte le bâtiment en 1980 et le musée du Yūshūkan rouvre ses portes le 13 juillet 1985. Le bâtiment a depuis été rénové plusieurs fois, et les expositions extérieures sont déplacées à l'intérieur et ré-exposées le 13 juillet 2002.

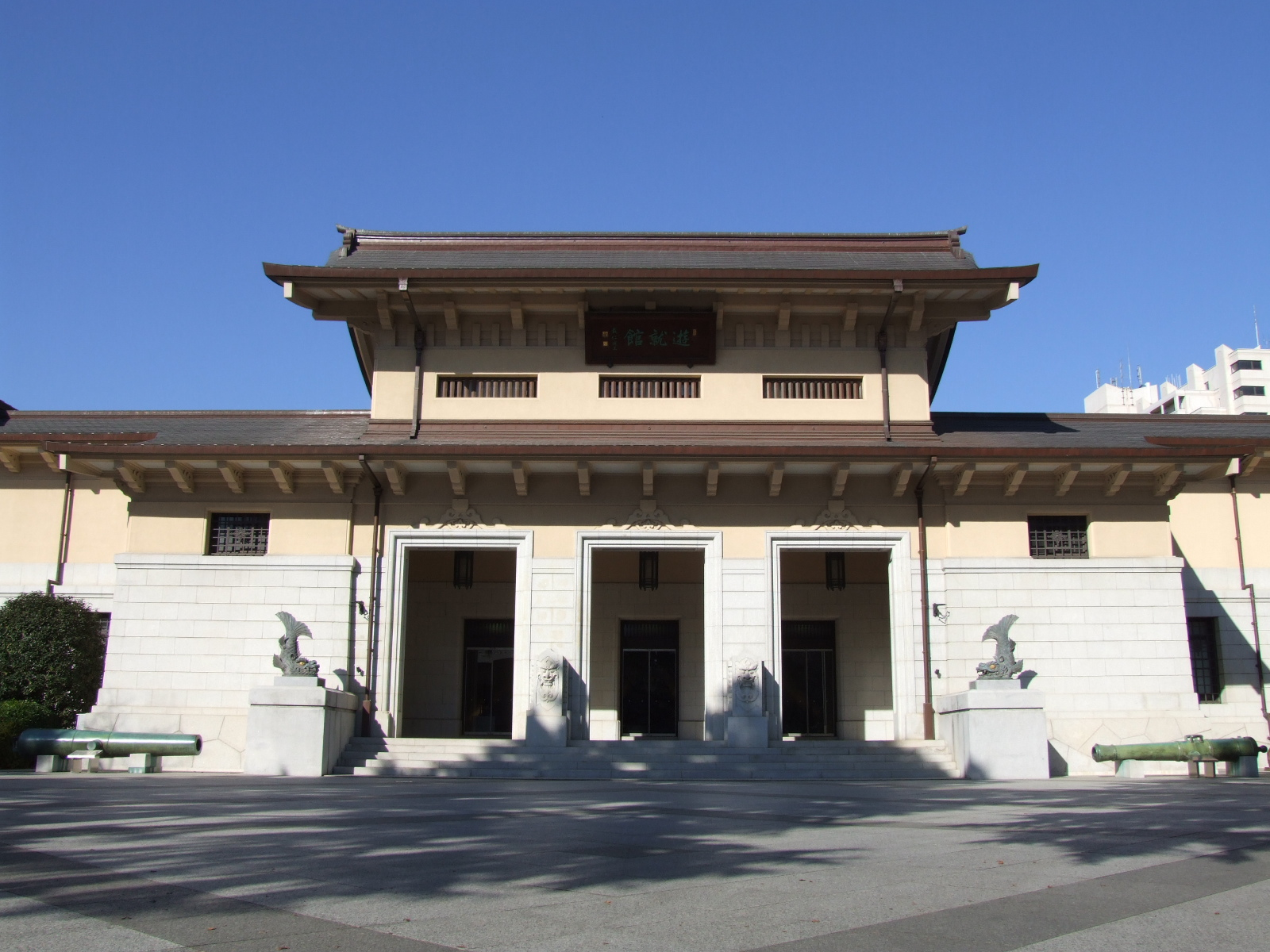
Façade du musée.
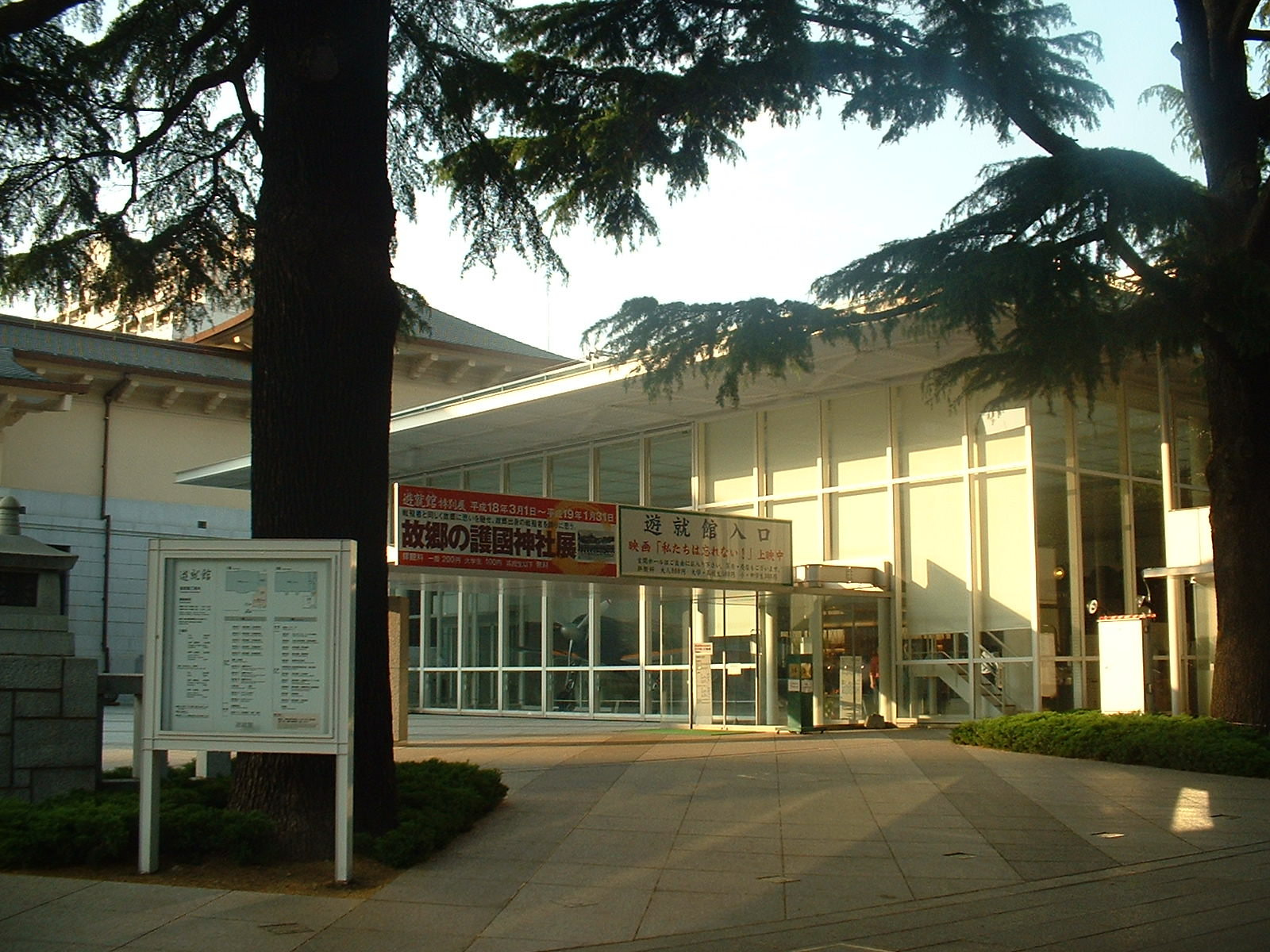
La nouvelle entrée.

## Expositions
Les expositions du musée tournent souvent autour de la dévotion du sanctuaire aux "esprits des soldats japonais décédés". Le musée expose aussi des armes utilisées par l'armée impériale japonaise, ainsi que des documents alliés et des expositions sur les forces d'autodéfense japonaises modernes et les forces américaines du Japon. Le cénotaphe d'un cheval de guerre se trouve aussi sur le site du musée.

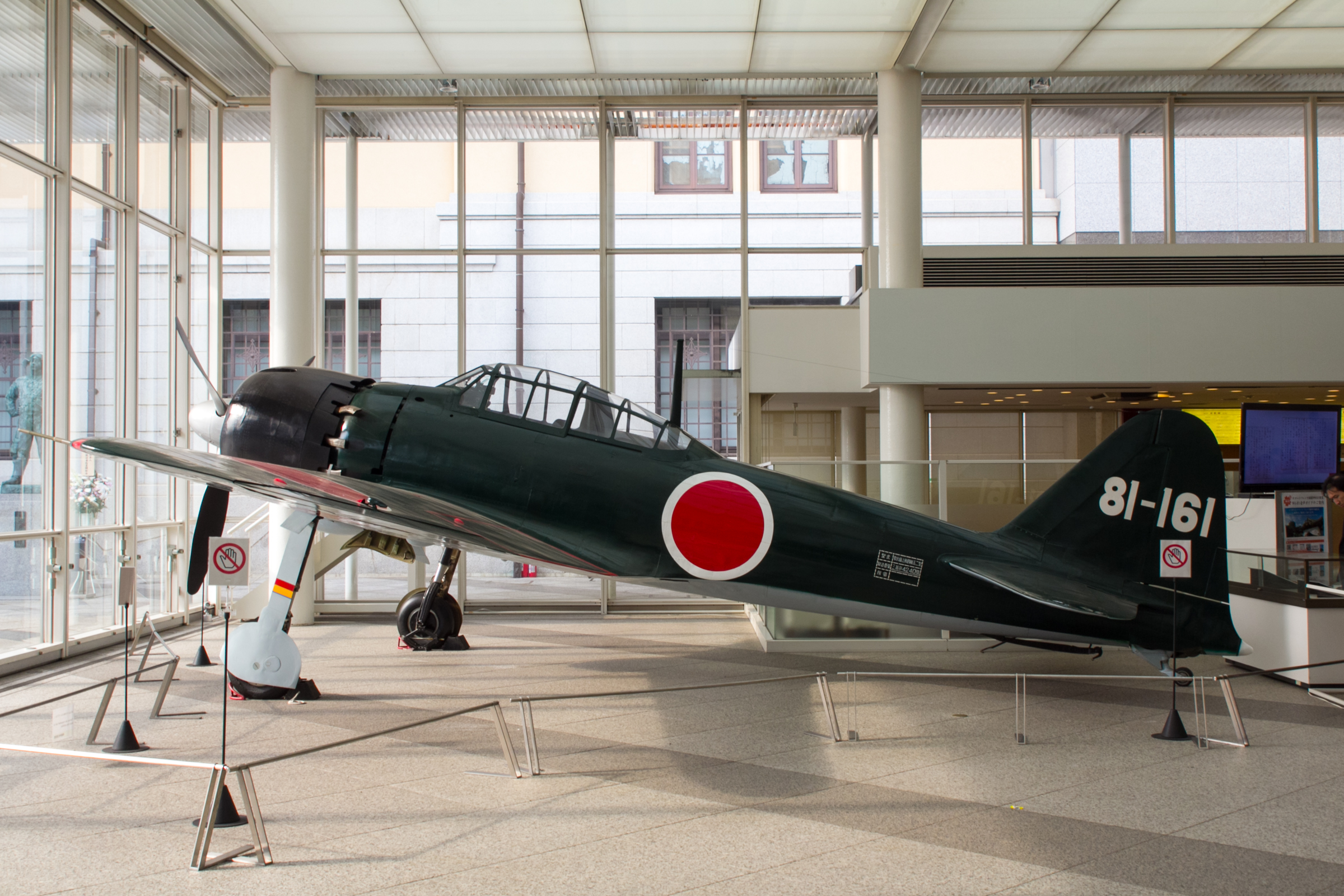
Un A6M5 Zéro Modèle 52 exposé.
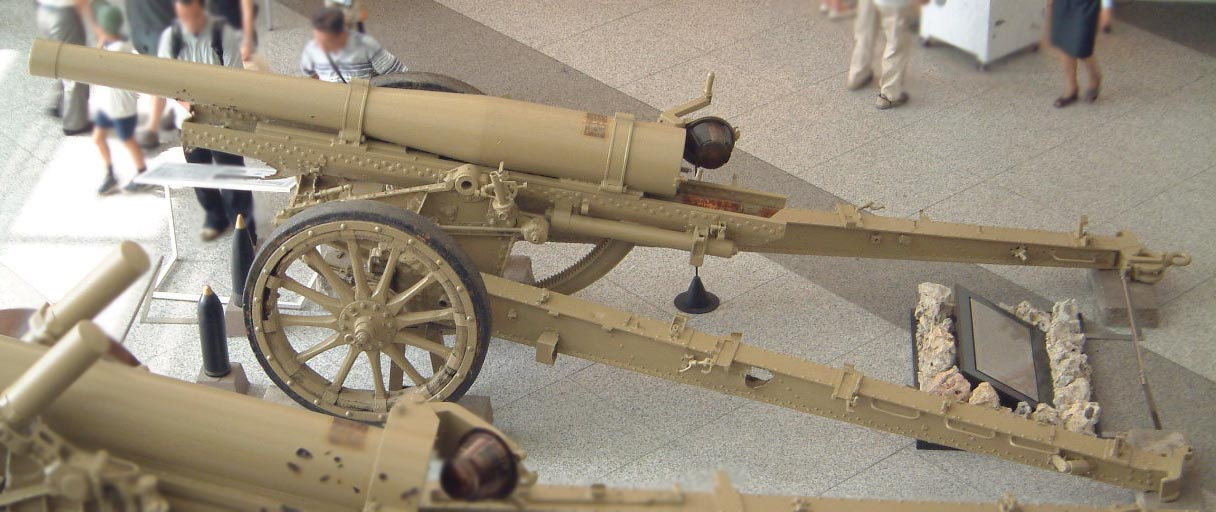
Un obusier Type 96 15 cm
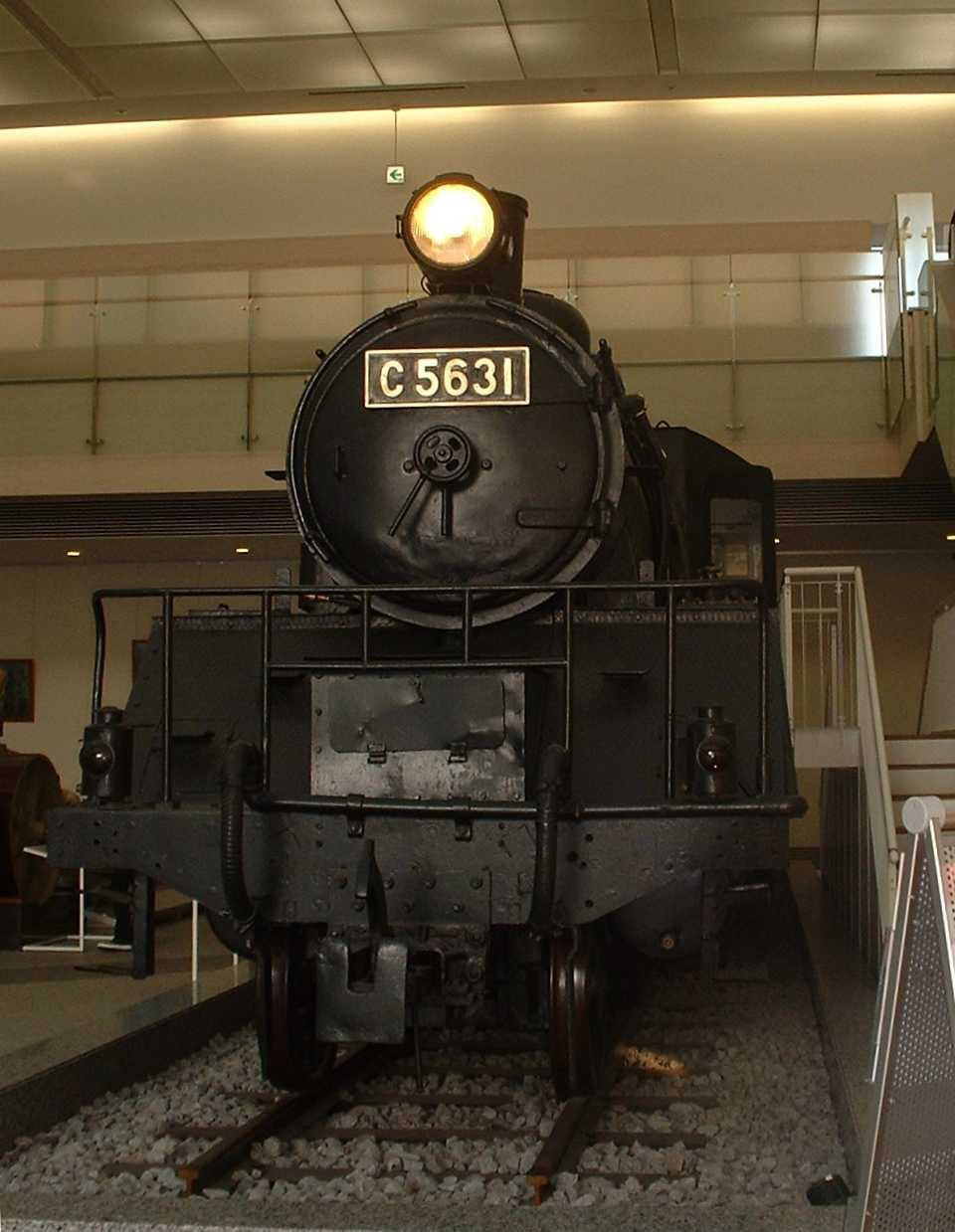
Une locomotive à vapeur numéro C56 31 rapatriée de Thaïlande.
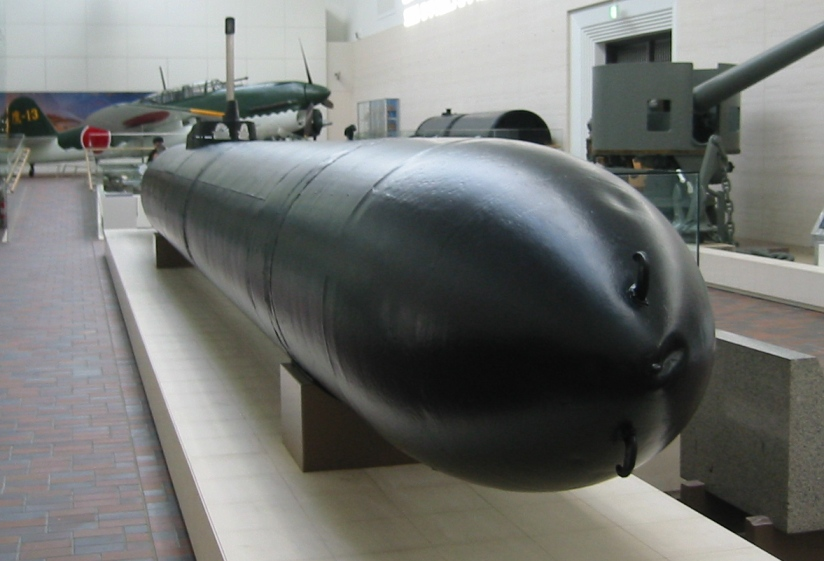
Une torpille Kaiten Type 1.

### Rez-de-chaussée
Le hall d'entrée au rez-de-chaussée est libre d'accès gratuitement et expose un avion A6M5 Zéro et une locomotive à vapeur JNR Classe C56 (en) utilisée en Thaïlande durant la période d'après-guerre. Un canon 15 cm Type 89 et un obusier Type 96 15 cm y sont également exposés.
La grande salle d'exposition du rez-de-chaussée contient un bombardier Yokosuka D4Y et un char Type 97 Chi-Ha récupérés sur l'île de Yap, ainsi qu'une torpille Kaiten et des répliques d'un avion-suicide Ohka modèle 11 et du cuirassé Mutsu. Des lettres de soldats japonais décédés sont également exposées dans cette pièce, ainsi que l'uniforme d'un parachutiste. Des photographies et des portraits des « esprits du sanctuaire Yasukuni » (les soldats japonais décédés) sont exposés au fond de la galerie du hall.

### Premier étage
L'escalator du hall d'entrée mène à la salle d'exposition du premier étage. Divers objets y sont exposés par ordre chronologique, comme différents types d'épées, d'armures, d'armes à feu, et un drapeau doré brandi par l'armée impériale japonaise durant la guerre de Boshin. Ce drapeau de la 321e division est le seul de ce genre ayant été retrouvé entièrement intact. L'étage contient également un petit cinéma qui passe différents documentaires sur le sanctuaire et le Japon moderne.

## Boutiques
Les boutiques du musée proposent des souvenirs régionaux et des livres et documents sur le Yasukuni-jinja. Des jouets militaires, comme des drapeaux, peuvent y être achetés, et des brochures en anglais sont disponibles pour les visiteurs étrangers. Le musée accueille aussi un café où les plats sont cuisinés à partir d'ingrédients et de récipients ressemblant à ceux utilisés sur les navires de la marine japonaise.

## En littérature
- Natsume Sōseki. La Tour de Londres (倫敦塔, Rondon Tō?, 1905)
- Ryūnosuke Akutagawa. Aphorismes d'un pygmée (侏儒の言葉, Shuju no Kotoba?, 1923)